# Facundo Trinidad
Facundo Fabián Trinidad Carballo, noto semplicemente come Facundo Trinidad (Montevideo, 14 aprile 2002), è un calciatore uruguaiano, centrocampista dell'Uruguay Montevideo.

## Caratteristiche tecniche
È un trequartista.

## Carriera
Cresciuto nel settore giovanile del Liverpool (M), ha esordito in prima squadra l'8 agosto 2020 disputando l'incontro di Primera División Profesional pareggiato 1-1 contro il Rentistas, quando è subentrato all'86' minuto a Martín Correa.

## Palmarès

### Club

#### Competizioni nazionali
- Supercopa Uruguaya: 2

Liverpool Montevideo: 2023, 2024
- Campionato uruguaiano: 1

Liverpool Montevideo: 2023